# Junnosuke Kawaguchi
Junnosuke Kawaguchi (河口 纯 之 助?), nacido el 26 de abril de 1961 es un bajista japonés que tocó para bandas como The Blue Hearts. Él es ahora un productor musical en Tokio. Nació como Hiroyuki Kawaguchi (河口 宏 之 Kawaguchi Hiroyuki) en Setagaya de Tokio.

## Historia personal
Kawaguchi había tenido la intención original de ser el mánager de The Blue Hearts, pero cuando el bajista original dejó el grupo en agosto de 1985, dio un paso para ayudar, llegando a ser un miembro de la banda oficial.